# Miloš Dimitrijević
Miloš Dimitrijević (Mилош Димитријевић en serbio cirílico) es un futbolista serbio, nacido el 16 de febrero de 1984 en Belgrado, República Federal Socialista de Yugoslavia.
Su padre era el famoso futbolista serbio Zoran "Čava" Dimitrijević.
Desde el verano de 2004, jugó de centrocampista en el Nantes, club en el que ha sido formado deportivamente. En la temporada 2004/2005 jugó en 11 ocasiones con su club. En la temporada 2005/2006, lo hizo en 24 partidos, marcando un gol.
Actualmente es parte del Sydney F.C., del fútbol australiano.

## Selección nacional
Ha sido internacional con la Selección de fútbol de Serbia Sub-21 en 1 ocasión.

## Clubes
| Club                      | País      | Año           |
| ------------------------- | --------- | ------------- |
| FC Nantes                 | Francia   | 2002-2007     |
| Grenoble Foot             | Francia   | 2007-2009     |
| FK Rad                    | Serbia    | 2009-2010     |
| AC Chievo                 | Italia    | 2010          |
| FK Rad                    | Serbia    | 2010-2011     |
| Estrella Roja de Belgrado | Serbia    | 2011-2012     |
| Sydney F.C.               | Australia | 2013-presente |